# Rue Ortolan
La rue Ortolan est une voie située dans le quartier du Jardin-des-Plantes du 5e arrondissement de Paris.

## Situation et accès
La rue Ortolan est desservie à proximité par la ligne 7 à la station Place Monge.

## Origine du nom
Elle porte le nom de Joseph Ortolan (1802-1873), un criminaliste et jurisconsulte du XIXe siècle, en 1890.

## Historique
Cette rue a été ouverte par la ville de Paris en 1884 et a pris le nom de « rue Ortolan ». 

## Bâtiments remarquables et lieux de mémoire

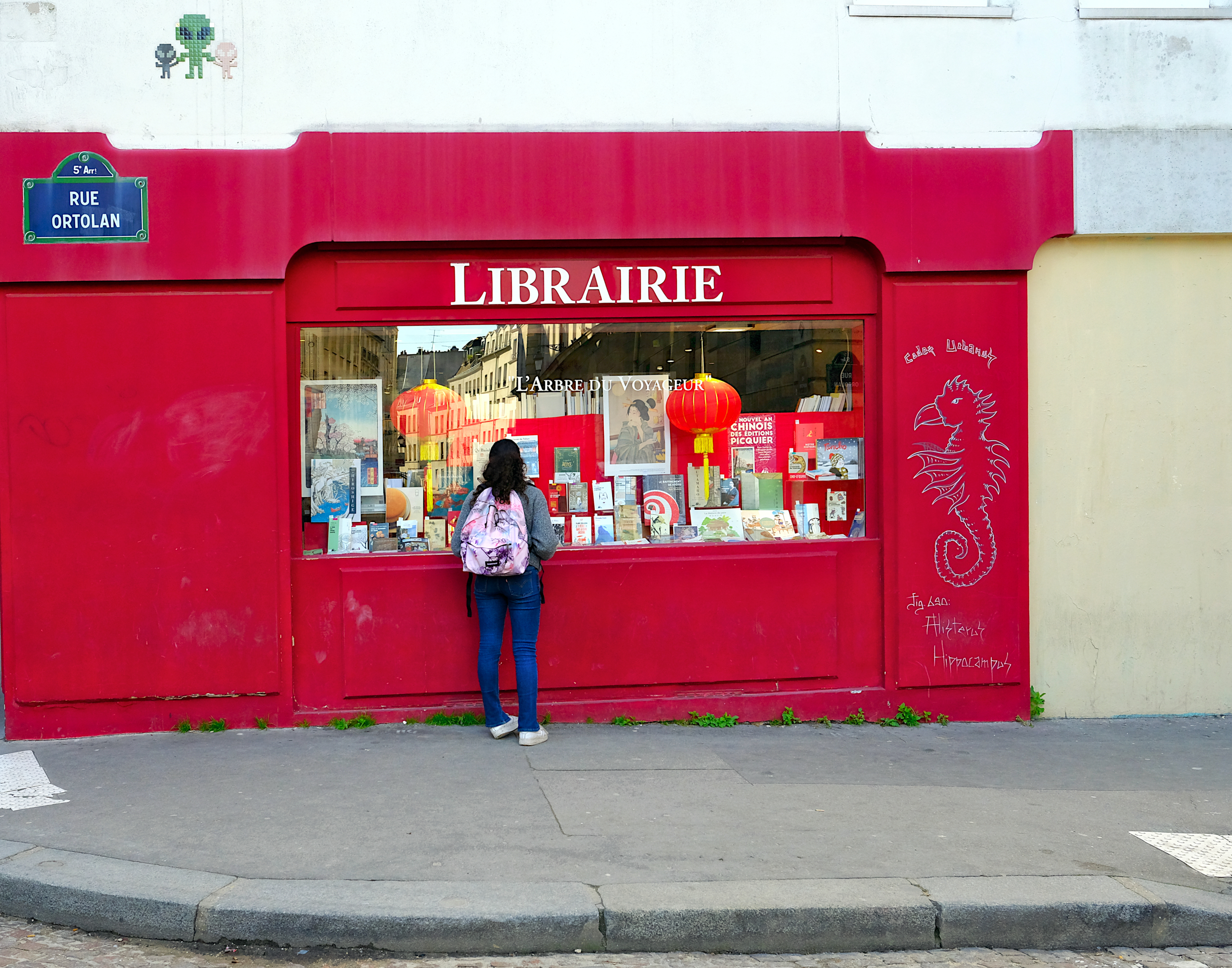
Librairie à l'angle de la rue Mouffetard avec des exemples d'art urbain.

- Le square Marius-Constant (ex-square de la rue Ortolan).
- La caserne Monge de la Garde républicaine.